# Гастелло, Николай Францевич
Никола́й Фра́нцевич Гасте́лло (23 апреля [6 мая] 1907, Москва, Российская империя — 26 июня 1941, Молодечненский район Вилейской области, БССР, СССР) — советский военный лётчик, участник трёх войн, в момент гибели занимал должность командира 2-й эскадрильи 207-го дальнебомбардировочного авиационного полка 42-й дальнебомбардировочной авиационной дивизии 3-го дальнебомбардировочного авиационного корпуса Дальнебомбардировочной авиации ВВС РККА в звании капитана. Погиб во время боевого вылета. Герой Советского Союза, посмертно.

## Биография
Родился в семье Франца Павловича Гастыла (1875—?) из деревни Плужины (сейчас — Кореличский район Гродненской области, Белоруссия), который в 1900 году пришёл на заработки в Москву (здесь его фамилию стали произносить на московский манер — «Гастелло»), где работал вагранщиком в литейных мастерских на Казанской железной дороге. Мать — Анастасия Семёновна Кутузова (1889—1964), русская, была белошвейкой. Брат — Виктор Францевич (1913 — 28 сентября 1942 года), погиб в бою за деревню Дыбалово Ржевского района Калининской (Тверской области) РСФСР, похоронен в Ржевском районе Калининской (Тверской) области, в деревне Кокошкино.
Семья Гастелло жила в районе Богородское, в двухэтажном бараке по 3-й Мещанской улице (с июня 1922 года — 3-я Гражданская улица). В 1915—1918 гг. Николай Гастелло учился в 3-м Сокольническом городском мужском училище имени А. С. Пушкина (находилось по адресу: 2-я Сокольническая улица, дом 3; ныне в этом здании располагается Пушкинский филиал гимназии № 1530 «Школа Ломоносова»). В 1918 году из-за голода в составе группы школьников-москвичей был эвакуирован в Башкирию, но в следующем году вернулся в Москву и в своё училище, где проучился до 1921 года. Трудовую деятельность Николай Гастелло начал в 1923 году, став учеником столяра.
В 1924 году семья Гастелло переехала в Муром, где Николай поступил слесарем на Паровозостроительный завод им. Ф. Э. Дзержинского, на котором работал и его отец. Параллельно с трудовой деятельностью Н. Ф. Гастелло окончил школу (ныне — средняя школа № 33). В 1928 году вступил в ВКП(б). В 1930 году семья Гастелло вернулась в Москву и Николай поступил на работу на «Первый государственный механический завод строительных машин имени 1 Мая». В 1930—1932 Н. Ф. Гастелло жил в посёлке Хлебниково.

### Служба в рядах Красной армии
- В мае 1932 года по специальному набору призван в Красную армию. Отправлен на учёбу в военную авиационную школу пилотов в город Луганск.
- Май 1932 — декабрь 1933 года — учёба в 11-й военной авиационной школе пилотов.
- В 1933—1938 годах — служба в 82-й тяжелобомбардировочной эскадрилье 21-й тяжелобомбардировочной авиационной бригады, базировавшейся в Ростове-на-Дону. Начав летать вторым пилотом на тяжёлом бомбардировщике ТБ-3, Н. Ф. Гастелло с ноября 1934 года уже самостоятельно пилотировал самолёт, став командиром корабля.
- В 1938 году, в результате реорганизации соединения, Николай Францевич Гастелло оказался в 1-м тяжелобомбардировочном авиаполку.
- В мае 1939 года стал командиром звена, а через год — заместителем командира эскадрильи.
- В 1939 году участвовал в боях на Халхин-Голе в составе 150-го скоростного бомбардировочного авиационного полка, которому была придана эскадрилья 1-го тяжелобомбардировочного авиаполка.
- Участвовал в советско-финской войне 1939—1940 годов и операции по присоединению Бессарабии и Северной Буковины к СССР (июнь—июль 1940 года).
- Осенью 1940 года авиационная часть, в которой служит Н. Ф. Гастелло, перебазируется к западным границам СССР, в город Великие Луки, а затем — в авиагородок Боровское под Смоленском.
- В 1940 году Н. Ф. Гастелло было присвоено звание капитана.
- Весной 1941 года, пройдя соответствующую переподготовку, освоил самолёт ДБ-3ф.

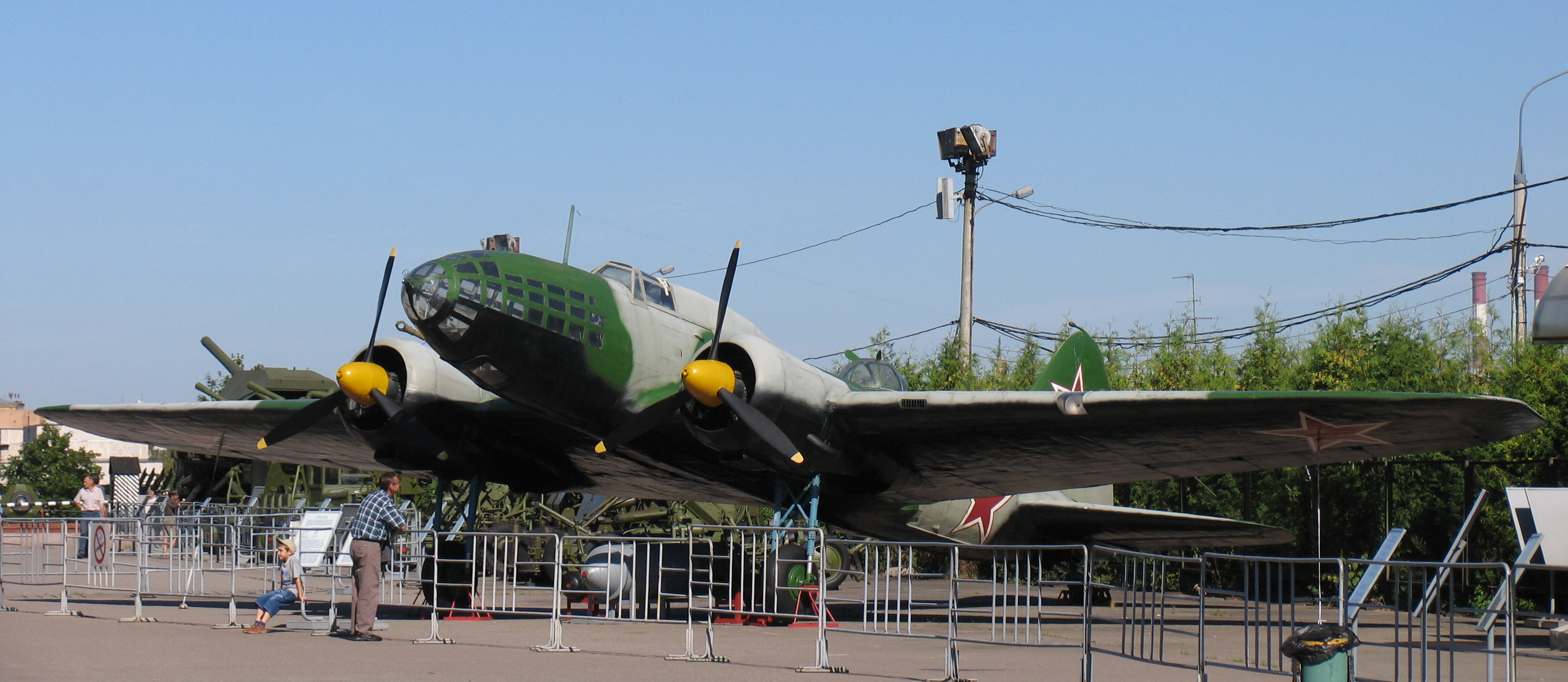
Дальний бомбардировщик ДБ-3ф (Ил-4). На самолёте этого типа совершил свой подвиг экипаж Н. Ф. Гастелло

- 24 мая 1941 — 23 июня 1941 года — Командир 4-й эскадрильи 207-го дальнебомбардировочного авиаполка.
- 24—26 июня 1941 года — командир 2-й эскадрильи той же части. 24 июня 1941 года огнём крупнокалиберного пулемёта со стрелковой турели стоящего на аэродроме ДБ-3ф сбил многоцелевой самолёт люфтваффе типа «Юнкерс-88»[1].

### Подвиг
26 июня 1941 года, на 5-й день войны, экипаж под командованием капитана Н. Ф. Гастелло в составе лейтенанта А. А. Бурденюка, лейтенанта Г. Н. Скоробогатого и старшего сержанта А. А. Калинина на самолёте ДБ-3ф вылетел для нанесения бомбового удара по германской механизированной колонне на дороге Молодечно — Радошковичи в составе звена из двух бомбардировщиков. Огнём зенитной артиллерии противника самолёт Гастелло был подбит. Вражеский снаряд повредил топливный бак, что вызвало пожар на борту, и Гастелло совершил «огненный таран» — направил горящую машину на механизированную колонну врага. Все члены экипажа погибли. Экипаж Гастелло был интернациональным: Бурденюк — украинец, Калинин — ненец, Скоробогатый — русский, сам Гастелло — белорус.
Указом Президиума Верховного Совета СССР от 26 июля 1941 года за «образцовое выполнение боевых заданий командования на фронте борьбы с германским фашизмом и проявленные при этом отвагу и геройство» капитан Николай Францевич Гастелло был посмертно удостоен звания Героя Советского Союза.

## Подвиг Гастелло: версии и факты

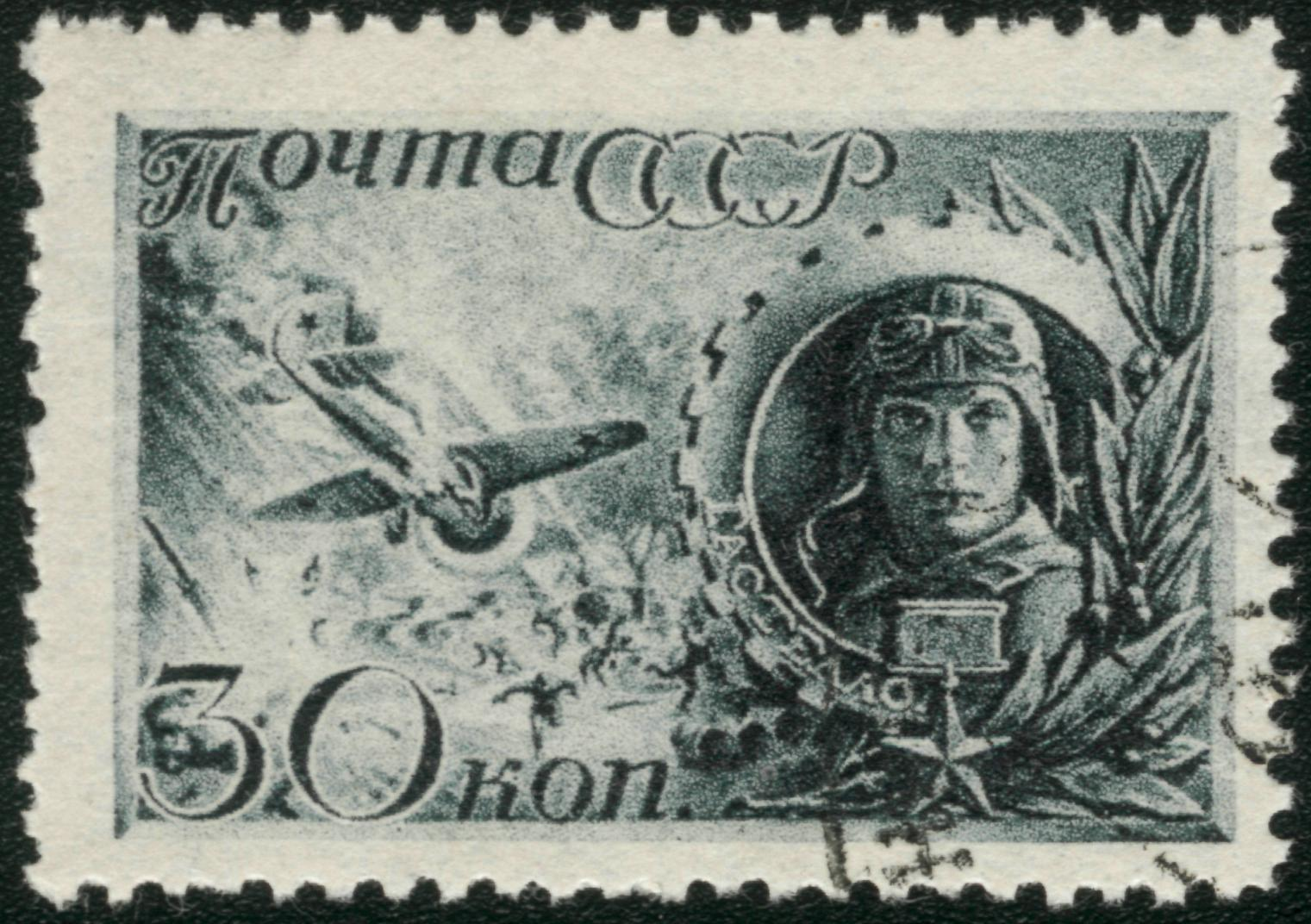
Почтовая марка (1944 год), посвящённая подвигу Н. Ф. Гастелло

### Официальная версия
26 июня 1941 года на боевой вылет в район Радошковичи — Молодечно вылетело звено под командованием капитана Н. Ф. Гастелло, состоящее из двух дальних бомбардировщиков ДБ-3ф. Вторым самолётом управлял старший лейтенант Фёдор Воробьёв, в качестве штурмана с ним летел лейтенант Анатолий Рыбас (имена ещё двух членов экипажа Воробьёва не сохранились). Во время атаки на скопления германской техники самолёт Гастелло был подбит и загорелся.
Согласно рапортам Воробьёва и Рыбаса, горящий самолёт Гастелло совершил таран механизированной колонны вражеской техники. Ночью крестьяне из близлежащей деревни Декшняны извлекли трупы лётчиков из самолёта и, обернув тела в парашюты, похоронили их рядом с местом падения бомбардировщика.
Подвиг Гастелло получил широкое освещение в советских средствах массовой информации. Впервые о нём было публично упомянуто 5 июля 1941 года в вечерней сводке Советского информбюро:

Героический подвиг совершил командир эскадрильи капитан Гастелло. Снаряд вражеской зенитки попал в бензиновый бак его самолёта. Бесстрашный командир направил охваченный пламенем самолёт на скопление автомашин и бензиновых цистерн противника. Десятки германских машин и цистерн взорвались вместе с самолётом героя.

На основе сообщения Совинформбюро корреспондентами П. Павленко и П. Крыловым был написан очерк «Капитан Гастелло», который был опубликован в газете «Правда» 10 июля 1941 года.
Обращает на себя внимание дата подвига Гастелло, указанная в статье, — 3 июля. Вероятно, авторы очерка, уточнив правильное написание фамилии героя и факты его биографии, вывод о дате гибели Гастелло сделали исходя из даты сообщения Совинформбюро. Статья в «Правде» имела широкий резонанс, подвиг Гастелло широко использовался советской пропагандой.
25 июля 1941 года командиром 207-го дальнебомбардировочного авиаполка капитаном Лобановым и военным комиссаром полка полковым комиссаром Кузнецовым Н. Ф. Гастелло был представлен к званию Героя Советского Союза. В наградном листе сказано:

… 26 июня капитан Гастелло с экипажем: Бурденюк, Скоробогатый и Калинин — повёл звено ДБ-3 бомбить зарвавшихся фашистов. По дороге Молодечно — Радошковичи у Радошковичи показалась вереница танков противника. Звено Гастелло, сбросив бомбы на груду скопившихся на заправку горючим танков и расстреливая из пулемёта экипажи фашистских машин, стало уходить от цели. В это время фашистский снаряд догнал машину капитана Гастелло. Получив прямое попадание, объятый пламенем, самолёт не мог уйти на свою базу, но в этот тяжёлый момент капитан Гастелло и его мужественный экипаж были заняты мыслью не допустить врага на родную землю.
По наблюдению старшего лейтенанта Воробьёва и лейтенанта Рыбаса, они видели, как капитан Гастелло развернулся на горящем самолёте и повёл его в самую гущу танков.
Столб огня объял пламенем танки и фашистские экипажи. Такой дорогой ценой заплатили немецкие фашисты за смерть лётчика капитана Гастелло и смерть героического экипажа…

Уже на следующий день после представления капитану Гастелло Николаю Францевичу было присвоено звание Герой Советского Союза (посмертно).
«Огненный таран» Гастелло стал одним из самых известных примеров героизма в истории Великой Отечественной войны и использовался для военно-патриотической пропаганды и воспитания молодёжи как в ходе войны, так и в послевоенный период, вплоть до распада СССР. Члены экипажа Гастелло — А. А. Бурденюк, А. А. Калинин и Г. Н. Скоробогатый — остались «в тени» подвига своего командира. Только в 1958 году они были награждены орденами Отечественной войны I степени (посмертно).

#### «Гастелловцы»
Усилиями советской пропаганды подвиг Н. Ф. Гастелло стал одним из самых известных в истории Великой Отечественной войны, а фамилия Гастелло — нарицательной. «Гастелловцами» стали называть лётчиков, совершивших «огненный таран». Всего за период Великой Отечественной войны было совершено 595 «классических» воздушных таранов (самолётом самолёта), 506 таранов самолётом наземной цели, 16 морских таранов (в это число могут входить и тараны морскими лётчиками надводных и береговых целей противника) и 160 танковых таранов.
В источниках имеются определённые разночтения по поводу количества таранных атак. Некоторые авторы говорят лишь о 14 морских и только 52 танковых таранах, 506 таранах самолётом наземной цели, но зато о 600 воздушных таранах. Генерал-майор авиации А. Д. Зайцев оценивает количество воздушных таранов в более чем 620. При этом историки авиации пишут: «в документах противника отмечено [ещё] более двадцати таранов, совершённых советскими лётчиками, которые до сих пор не идентифицированы».
Нет единого мнения в оценке количества и собственно «огненных таранов». Например Юрий Иванов, в своей работе «Камикадзе: пилоты-смертники», оценивает число таких таранов, совершённых советскими лётчиками в 1941—1945 гг., величиной «около 350». Ряд советских пилотов таранили врага не один раз: 34 лётчика применяли воздушный таран дважды, четверо — Л. И. Борисов, В. И. Матвеев, Н. И. Терёхин, А. С. Хлобыстов — трижды, а Б. И. Ковзан — четырежды.

### Эксгумация предполагаемых останков Гастелло
В 1951 году, в канун десятилетия «огненного тарана», для последующего торжественного захоронения была произведена эксгумация останков из предполагаемой могилы Гастелло. Его вещей в могиле не оказалось, но были найдены личные вещи сослуживцев Гастелло — командира 1-й эскадрильи 207-й дальнебомбардировочного авиаполка капитана А. С. Маслова и его стрелка-радиста младшего сержанта Г. В. Реутова. Экипаж Маслова считался пропавшим без вести в тот же день, в который Гастелло, как утверждается, совершил свой подвиг. Руководивший перезахоронением подполковник Котельников с санкции партийных органов провёл секретное расследование, в результате которого выяснилось, что на месте предполагаемого тарана Гастелло потерпел крушение самолёт Маслова. Экипаж Маслова без огласки перезахоронили на кладбище Радошковичей, фрагменты бомбардировщика Маслова — отправлены в музеи страны как останки самолёта Гастелло (однако в настоящее время в минском Музее истории Великой Отечественной войны экспонируется блок цилиндров от двигателя М-88, применявшихся на ДБ-3ф, с подписью «Двигатель с самолёта Маслова»; впрочем, в 207-м дальнебомбардировочном авиаполку в реальности были машины, оснащенные более старой моделью двигателей — хоть и того же семейства — а именно М-87). На месте гибели экипажа Маслова был установлен памятник-монумент, посвящённый подвигу экипажа Н. Ф. Гастелло.

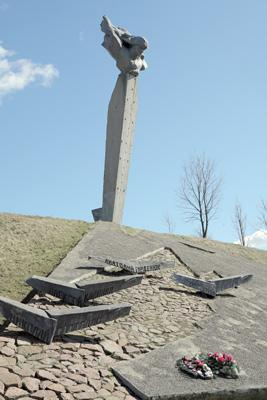
Памятник экипажу Н. Ф. Гастелло на месте гибели бомбардировщика А. С. Маслова, 50-й км шоссе Минск-Вильнюс, около Радошковичей

Данные об эксгумации предполагаемой могилы Гастелло не были обнародованы вплоть до эпохи гласности, когда они впервые проникли в средства массовой информации.

### Альтернативная версия
В 1990-е годы в средствах массовой информации появилась иная версия событий около деревни Декшняны. Её автор — майор в отставке Эдуард Харитонов. В 1951 году были обнародованы данные об эксгумации предполагаемой могилы Гастелло. В связи с обнаружением останков экипажа Маслова, было выдвинуто предположение, что именно Маслов является автором приписываемого Гастелло «огненного тарана». В 1996 году указом президента Российской Федерации Б. Н. Ельцина Маслову и всем членам его экипажа были присвоены звания Героев Российской Федерации (посмертно).
Достоверность рапортов Воробьёва и Рыбаса поставлена под сомнение. Во-первых, возникло предположение, что непосредственно сам таран самолётом Гастелло улетавшие от места боя лётчики не видели, связав падение бомбардировщика Гастелло и столб дыма, поднимавшийся возле дороги. Во-вторых, выдвигалось предположение, что рапорты могли быть переделаны в ходе кампании по героизации Гастелло в июле—августе 1941 года. В-третьих, самих рапортов Воробьёва и Рыбаса не сохранилось, есть только ссылающиеся на них документы. В-четвёртых, Воробьёв и Рыбас служили в 96-м дальнебомбардировочном авиаполку, который располагался на том же аэродроме, что и 207-й дальнебомбардировочный авиаполк, в котором воевали Маслов и Гастелло. По предположению сторонников альтернативной версии, экипажи из разных полков не могли лететь на задание в одном звене.
В дальнейшем появились сообщения, что обломки подлинного самолёта Гастелло находились недалеко от места гибели Маслова, в Мацковском болоте близ села Мацки. Самолёт около Мацки упал, согласно показаниям местных жителей, 26 июня 1941 года. Ими был найден обгоревший труп, в кармане гимнастёрки которого находилось письмо на имя Скоробогатой, (как предполагается, жены стрелка экипажа Гастелло — Г. Н. Скоробогатого), а также медальон с инициалами А. А. К. (возможно, стрелка-радиста Гастелло — А. А. Калинина). Но главное — здесь был найден обломок, однозначно идентифицируемый как часть самолёта именно Н. Ф. Гастелло — бирка от двигателя М-87Б с серийным № 87844.
Согласно свидетельским показаниям жителей села Мацки, один человек из предполагаемого подлинного самолёта Гастелло выбросился с парашютом с крыла падающего самолёта и был взят в плен немцами. Показания местного жителя подтверждаются документом «Список безвозвратных потерь начальствующего и рядового состава 42-й авиадивизии с 22.06 по 28.06.41 г.» за подписью начальника строевого отделения штаба части старшины Бокова. В конце перечня перечисленных поимённо членов экипажа Гастелло приписка: «Один человек из этого экипажа выпрыгнул с парашютом, кто — неизвестно». В то же время не ясно, откуда появилась данная информация, ведь в рапорте Воробьёва и Рыбаса этот момент не отражён, а жители села Мацки к тому времени были уже на оккупированной территории. Конструктивной особенностью бомбардировщика ДБ-3ф является то, что с крыла прыгать может только пилот. Это дало сторонникам альтернативной версии повод утверждать, что Гастелло бросил гибнущие самолёт и экипаж ради собственного спасения. Однако не вполне ясно даже, из какого самолёта выпрыгнул парашютист, о котором идёт речь в документе, подписанном Боковым (также свидетели могли ошибиться в своих наблюдениях на предмет того, что прыжок был именно с крыла) — из машины, принятой впоследствии за машину Гастелло (то есть самолёта Маслова) или действительно из самолёта Гастелло. Гастелло, по-видимому, действительно пытался направить свой самолёт на расположение врага — иначе трудно объяснить, зачем его ДБ-3ф совершил разворот обратно на деревню Мацки (а там как раз находилась германская воинская часть).
Высказывается предположение, что из двух одинаково вероятных в тот момент кандидатов на подвиг был выбран именно Гастелло по нескольким соображениям:
- он был этническим белорусом;
- его экипаж был интернациональным: Бурденюк — украинец, Калинин — ненец, Скоробогатый — русский;
- на его счету уже был сбитый «Юнкерс-88»;
- во время боёв на реке Халхин-Гол в 1939 году он служил в одном полку вместе с батальонным комиссаром М. А. Ююкиным, который впервые в истории военной авиации совершил таран наземной цели; по некоторым сведениям, Н. Ф. Гастелло был штурманом на бомбардировщике Ююкина во время тарана (эта версия не подтверждается основными исследователями жизни Н. Ф. Гастелло, в том числе и его сыном Виктором Гастелло).

Версия о том, что осуществлялся некий «выбор» между Гастелло и Масловым на «роль героя», маловероятна: героическая гибель Гастелло была отражена в рапортах Воробьёва и Рыбаса, в то время как свидетельств крушения самолёта Маслова не было, он считался «пропавшим без вести».

### Критика альтернативной версии
Ряд исследователей (прежде всего, полковник в отставке Виктор Гастелло, сын Н. Ф. Гастелло) подвергают сомнению факты, на которых построена альтернативная версия, и отвергают её как полностью несостоятельную. По их мнению:
- показания Воробьёва и Рыбаса являются главным и неопровержимым свидетельством подвига Гастелло;
- доказательства того, что упавший в Мацковском болоте самолёт пилотировался Гастелло, несостоятельны;
- обнаруженные останки Маслова и его экипажа свидетельствуют о том, что его самолёт не совершал таран, а врезался в землю на «бреющем» полёте (возможна и другая версия — Маслов попытался таранить вражескую колонну, но промахнулся; косвенным подтверждением такой гипотезы является обнаружение обломков самолёта Маслова на небольшом — всего 170—180 метров — расстоянии от дороги);
- отсутствие останков Гастелло свидетельствует о том, что он действительно совершил «огненный таран» — в результате взрыва колонны с горючим и боеприпасами ни самолёт, ни останки экипажа невозможно идентифицировать.

### Мифы о подвиге Гастелло

Так изображался знаменитый «огненный таран»: Николай Гастелло таранит танки и автоцистерны с горючим в одиночку и на истребителе

Как в ходе Великой Отечественной войны, так в послевоенное время советской пропагандой подвиг Гастелло выделялся из числа множества подобных, служил примером героизма и самопожертвования. В связи с этим в общественном сознании сложилось несколько устойчивых заблуждений о Н. Ф. Гастелло и уникальности его подвига:
Гастелло совершил первый в истории таран наземной цели
Первый таран самолётом наземной цели совершил советский лётчик М. А. Ююкин 5 августа 1939 года во время боёв на реке Халхин-Гол; если же брать все «огненные тараны» — как наземных, так и морских целей — то первый такой таран совершил китайский лётчик Шен Чангхай 19 августа 1937 года.
Гастелло совершил первый таран в истории Великой Отечественной войны
Первый таран в истории Великой Отечественной войны совершил советский лётчик Д. В. Кокорев 22 июня 1941 года приблизительно в 4 часа 15 минут (длительное время автором первого тарана в истории Великой Отечественной считался И. И. Иванов, но на самом деле он совершил свой таран на 10 минут позже Кокорева).
Гастелло совершил первый таран наземной цели в истории Великой Отечественной войны
Первый в истории Великой Отечественной войны таран наземной цели совершил советский лётчик П. С. Чиркин 22 июня 1941 года.
Гастелло таранил не танковую колонну, а зенитную батарею
Это заблуждение сформировалось из-за того, что место крушения самолёта около деревни Декшняны, официально считавшееся местом подвига Гастелло, находится примерно в 180 м от дороги. Была и другая версия: Гастелло таранил механизированную колонну, которая заправлялась в стороне от дороги.
Гастелло совершил свой подвиг в одиночку
Это заблуждение сформировалось из-за того, что при рассказе о подвиге Гастелло члены его экипажа, как правило, не упоминались.
Гастелло совершил таран, управляя истребителем
Это заблуждение возникло из-за того, что в послевоенной художественной литературе главными героями авиации были лётчики-истребители. Был создан ряд произведений (например, пьеса «Гастелло» И. В. Штока, 1947 год), в которых Н. Ф. Гастелло совершил свой подвиг на истребителе.
Гастелло был штурманом в экипаже М. А. Ююкина, совершившего первый в истории таран наземной цели 5 августа 1939 года во время событий на реке Халхин-Гол
Это заблуждение поддерживало преемственность героических «таранных традиций». В частности, Ююкина называли «наставником Гастелло». В действительности же точно известны имя и фамилия штурмана М. А. Ююкина — Александр Морковкин (он выпрыгнул с парашютом непосредственно перед тараном). Гастелло был всего лишь однополчанином Ююкина.

## Память
- В деревне Зелёной Минского района Оздоровительный лагерь имени Николая Гастелло.
- Приказом Министра обороны СССР капитан Н. Ф. Гастелло был навечно зачислен в списки лётного состава 2-й эскадрильи 194-го отдельного гвардейского Брянского Краснознамённого военно-транспортного авиационного полка.
- Советский драматург И. В. Шток в 1947 году написал пьесу «Гастелло», в которой главный герой совершает свой «огненный таран» в одиночку и на истребителе.
- Гастеллово — посёлок в Славском районе Калининградской области.
- Имени Гастелло — посёлок в Тенькинском районе Магаданской области.
- Гастелло — посёлок в Поронайском районе Сахалинской области.
- Гастелло — железнодорожная станция Сахалинского региона Дальневосточной железной дороги.
- Гастелловка — река на острове Сахалин.
- Гастелло — село в Жаркаинском районе Акмолинской области Казахстана.
- Имени Гастелло — прииск в Тенькинском районе Магаданской области.
- Имя Гастелло носят улицы во многих городах России, Украины, Беларуси, Казахстана и Молдавии (Приднестровья).
- В городе Могилёве именем Николая Гастелло названы улица и переулок.
- В городе Добруш Гомельской области именем Н. Гастелло названа одна из улиц[25].
- В городе Хойники Гомельской области именем Н. Гастелло названа одна из улиц[26].
- В городе Речица Гомельской области именем Н. Гастелло названа одна из улиц[27].
- В Радошковичах Минской области имя Н. Гастелло носит улица, площадь, сквер.
- В городском посёлке Кореличи Гродненской области именем Н. Гастелло названа одна из улиц.
- В городе Щучин Гродненской области имя Н. Гастелло носит одна из улиц.
- В городах Керчи и Симферополе есть улица Гастелло.
- В городе Магнитогорске именем Гастелло названа улица.
- В городе Кызыле есть парк культуры и отдыха имени Н. Ф. Гастелло.
- В городе Хабаровске есть сквер и парк имени Гастелло.
- В городе Ростове-на-Дону Гимназия № 36 носит имя Гастелло. Также музей гимназии № 36 посвящен истории 1-го гвардейского Брянского Краснознамённого авиационного полка дальнего действия имени Н. Ф. Гастелло.
- В городе Краснодаре имя Гастелло носит средняя школа № 17.
- В городе Волгограде в честь Гастелло названа улица в Кировском районе.
- В городе Муроме имя Николая Францевича Гастелло носит школа № 33, которую он окончил.
- В городе Москве именем Гастелло названа улица.
- В городе Санкт-Петербурге именем Гастелло названа средняя школа № 366.
- В городе Санкт-Петербурге именем Гастелло названа улица.
- В городе Улан-Удэ есть улица имени Гастелло.
- В городе Ейске названа улица.
- В городе Вязьма названа улица. В городе Пенза названа улица.
- В городе Дзержинске (Нижегородская область) названа улица именем Гастелло.
- В городе Павлово (Нижегородская область) именем Гастелло названа улица.
- В городе Жуковский (Московская область) именем Гастелло названа улица.
- В городе Енисейске именем Гастелло названа улица в микрорайоне «Авиапорт».
- В честь Н. Ф. Гастелло названо сельскохозяйственное предприятие в Минском районе (ОАО «Гастелловское»).
- Стадион имени Гастелло в городе Муроме и в городе Уфе.
- В городе Тамбове имени Гастелло названа улица.
- В городе Белогорске (Амурская область) имени Гастелло названа улица.
- В городе Красноярске именем Гастелло названа улица в Кировском районе города.
- Имя «Н. Гастелло» носил речной теплоход проекта 588 (переименован).
- Проезд Гастелло в городе Тольятти.
- В городе Стерлитамаке именем Гастелло названа улица.
- В городе Самаре именем Гастелло названа улица.
- В городе Петропавловске-Камчатском именем Гастелло названа улица.
- В городе Владикавказе именем Гастелло названа улица.
- В городе Чебоксары именем Гастелло названа улица.
- В городе Владимир именем Гастелло названа улица.
- В городе Троицке (Челябинская область) именем Гастелло названа улица.
- В Глубоком одна из улиц носит имя Н. Гастелло[28].
- Имя Н. Гастелло носит средняя школа № 21 в г. Минске.[29] Одна из экспозиций в школьном музее посвящена Герою.
- В городе Караганда именем Гастелло названа улица.
- В городе Петропавловск именем Гастелло названа улица.
- В городе Екатеринбург именем Гастелло названа улица.

### Памятники, скульптуры
- Памятник экипажу Н. Ф. Гастелло, 50-й км шоссе Минск—Вильнюс, около Радошковичей (1941) —  Историко-культурная ценность Республики Беларусь, шифр 613Д000315. Памятник на месте, где, как считалось, совершил свой таран Н. Гастелло (1976, скульптор А. Аникейчик)[30].
- Памятники в городском посёлке Радошковичи (Беларусь) в сквере на площади, носящей его имя, и около школы.
- В Москве, в Сокольниках.
- В городе Кулебаки Нижегородской области.
- В городе Муроме (на площади ж/д вокзала).
- В городе Починке (на въезде в город).
- В городе Ростове-на-Дону
- В городе Уфе (1985). В Уфе есть также микрорайон города, памятный сквер и стадион, названные в честь Н. Ф. Гастелло. В 1977—1992 в чемпионатах СССР по футболу Уфу представлял спортивный клуб имени Николая Гастелло, в городе имеется также шашечный клуб «Гастелло».
- В городе Луганске (на территории бывшего Ворошиловградского высшего военного авиационного училища штурманов).
- В городе Одессе на улице, носящей его имя, расположена средняя школа № 31 имени Н. Гастелло. Напротив школы, в небольшом сквере, памятник Николаю Гастелло.
- В городе Фергане на территории дислокации полка военно-транспортной авиации, носящего имя Гастелло, ему был установлен памятник.
- В городе Чойбалсане (Монголия) во дворе школы № 1, носящей его имя. Монголами данный памятник Гастелло позиционируется, прежде всего, как лётчику — участнику боёв на Халхин-Голе.
- В агрогородке Райца Кореличского района Гродненской области Беларуси. Памятник Н. Гастелло и землякам, которые погибли в Великую Отечественную войну. Установлен в 1967 году в память о 182 земляках, погибших на фронтах, 6 в партизанской борьбе, 35 жителей, погибших в период немецко-фашистской оккупации. Установлено 6 стел с именами. Перед стелами – памятник Герою Советского Союза Н. Гастелло.
- В посёлке Хлебниково (ныне — территория Долгопрудного) Московской области, около средней школы № 3, носящей его имя.
- В Омской области, на территории детского оздоровительного лагеря имени капитана Гастелло.
- В Алмалыке, на территории школы № 15 имени Гастело.
- Мемориальная доска в память о Гастелло установлена в Ростов-на-Дону на доме офицерского состава по улице Таганрогская 133/2, где он жил.
- В преддверии 80-й годовщины освобождения Беларуси от немецко-фашистских захватчиков в Кореличах (Гродненская область) открыта памятная доска о Герое Советского Союза Николае Гастелло. Памятный знак расположен на территории местного отдела по чрезвычайным ситуациям, на улице, которая носит имя Героя (2024).
- Мемориальная доска в память о подвиге Героя Советского Союза Николая Гастелло открыта в Щучине (2024). Расположена на здании редакции районной газеты “Дзянница” (Щучин, ул. Н. Гастелло).

Памятники, памятные доски
На доме в Ростове-на-Дону, где жил Гастелло.
На улице Гастелло в Челябинске.
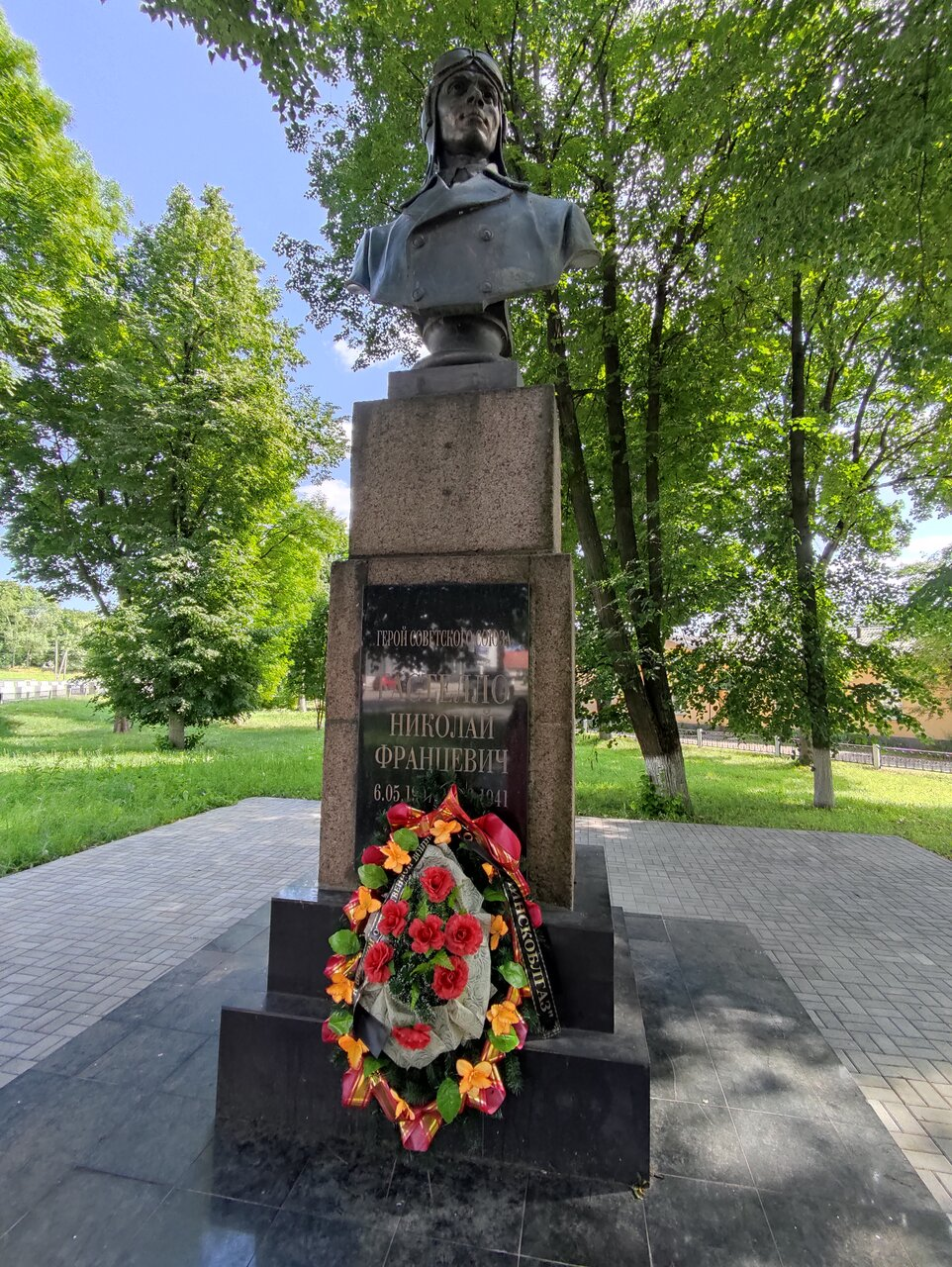
Бюст Н. Гастелло в Радошковичах, на площади, носящей его имя.

## Комментарии
1. ↑  «Фамилию нашу правильно писать „Гастылло“. Это потом, когда в тысяча девятисотом пришел на заработки в Москву, меня по-московски стали называть Гастелло».
2. ↑  В некоторых источниках ошибочно называется деревней Пружаны.